# Tân Thạch
Tân Thạch là một xã thuộc huyện Châu Thành, tỉnh Bến Tre, Việt Nam.

## Địa lý
Xã Tân Thạch có vị trí địa lý:
- Phía đông giáp xã Quới Sơn
- Phía tây giáp xã An Khánh
- Phía nam giáp thị trấn Châu Thành
- Phía bắc giáp tỉnh Tiền Giang với ranh giới là sông Mỹ Tho.

Xã Tân Thạch có diện tích 9,76 km², dân số năm 2020 là 11.239 người, mật độ dân số đạt 1.152 người/km².

## Hành chính
Xã Tân Thạch được chia thành 10 ấp: Tân An Thị, Tân An Thượng, Tân Huề Đông, Tân Huề Tây, Tân Phong Ngoại, Tân Phong Nội, Tân Phú, Tân Quới Ngoại, Tân Quới Nội, Tân Bình.

## Lịch sử
Ngày 30 tháng 12 năm 2019, UBND tỉnh Bến Tre ban hành Quyết định số 2951/QĐ-UBND công nhận trung tâm xã Tân Thạch là đô thị loại V.

## Văn hóa - du lịch

### Du lịch

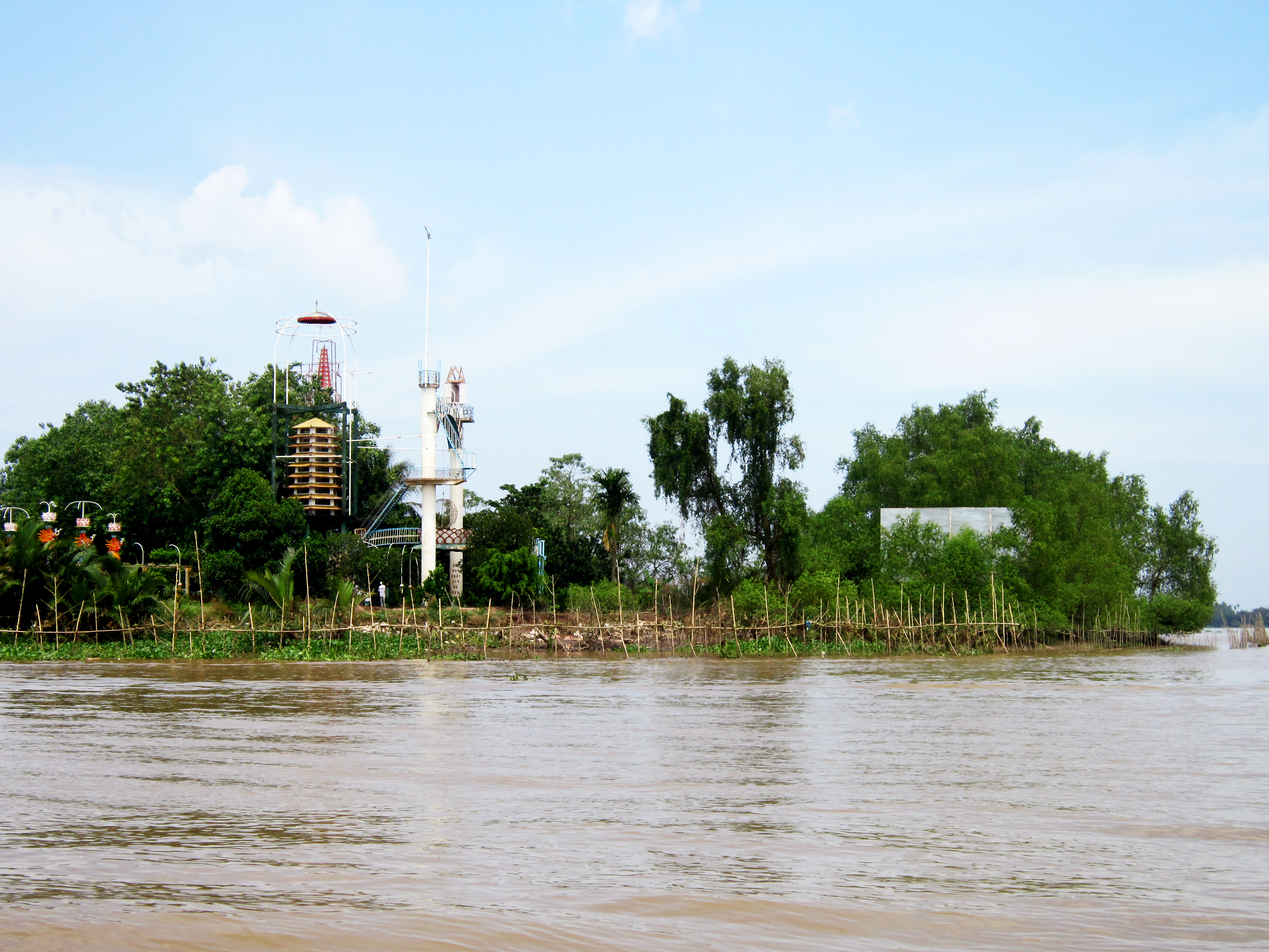
Nơi hành đạo của ông Đạo Dừa trên cồn Phụng

Cồn Phụng nằm trên sông Tiền. Trên cồn có khu di tích Đạo Dừa (Nguyễn Thành Nam) rộng khoảng 1.500 m². Ngoài ra, trên cồn còn có nhiều cơ sở sản xuất kẹo dừa, sản xuất đồ lưu niệm từ cây, vỏ trái dừa và nhiều vườn cây ăn trái,...

### Di tích

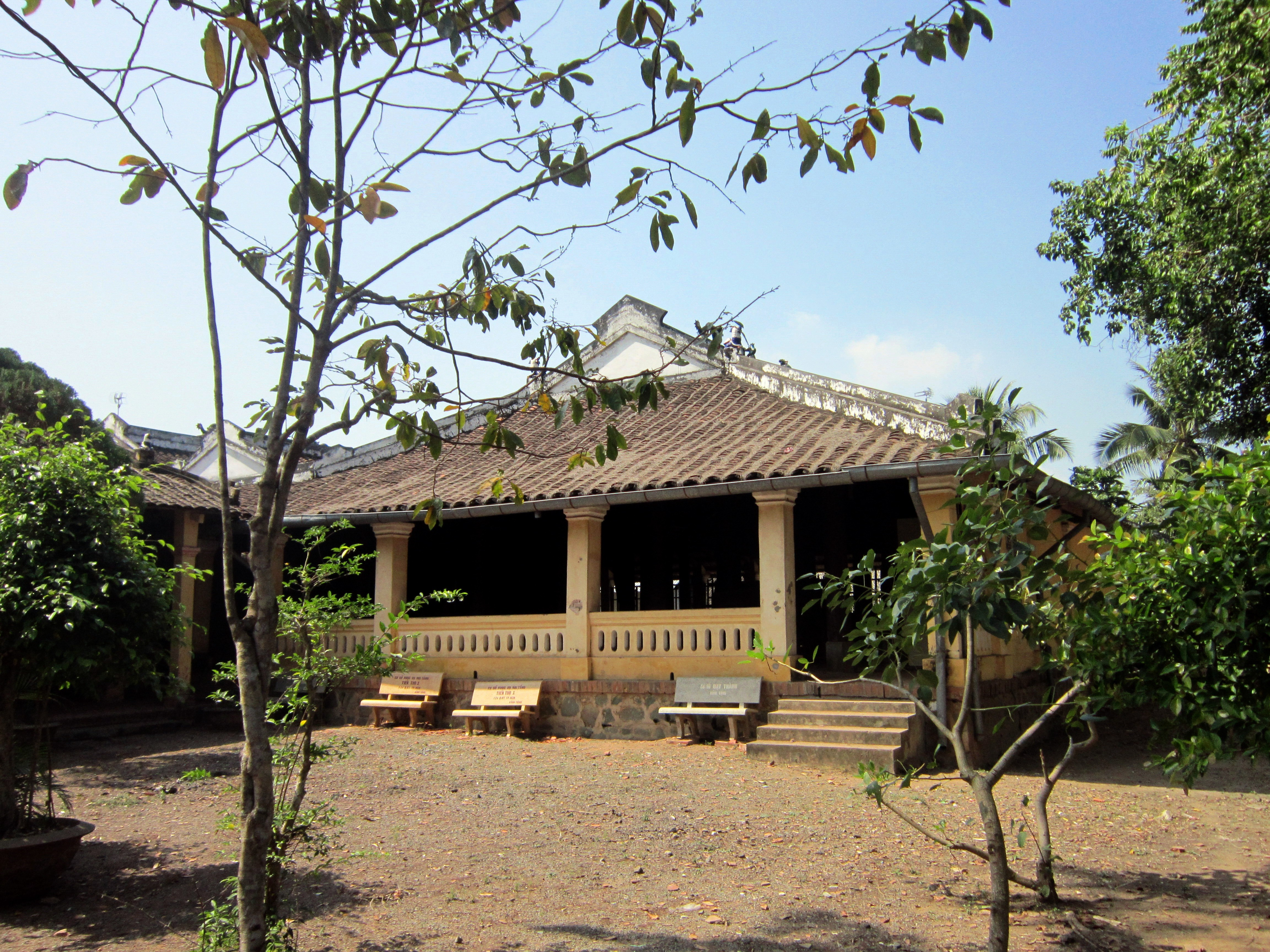
Đình Tân Thạch

Đình Tân Thạch được khởi dựng từ năm 1841, và đã được xếp hạng là Di tích kiến trúc nghệ thuật cấp quốc gia năm 2001.

## Giao thông
Bến phà Rạch Miễu (hay bến phà Tân Thạch) nằm trên quốc lộ 60 nối liền 2 tỉnh Tiền Giang và Bến Tre, với bờ phía Tiền Giang đặt tại phường 6, thành phố Mỹ Tho, và bờ phía Bến Tre đặt tại xã Tân Thạch, huyện Châu Thành. Rạch Miễu là một thị tứ ở bờ phía Bến Tre.
Cầu Rạch Miễu đưa vào sử dụng vào ngày 19 tháng 1 năm 2009, bến phà Rạch Miễu chính thức ngừng hoạt động.

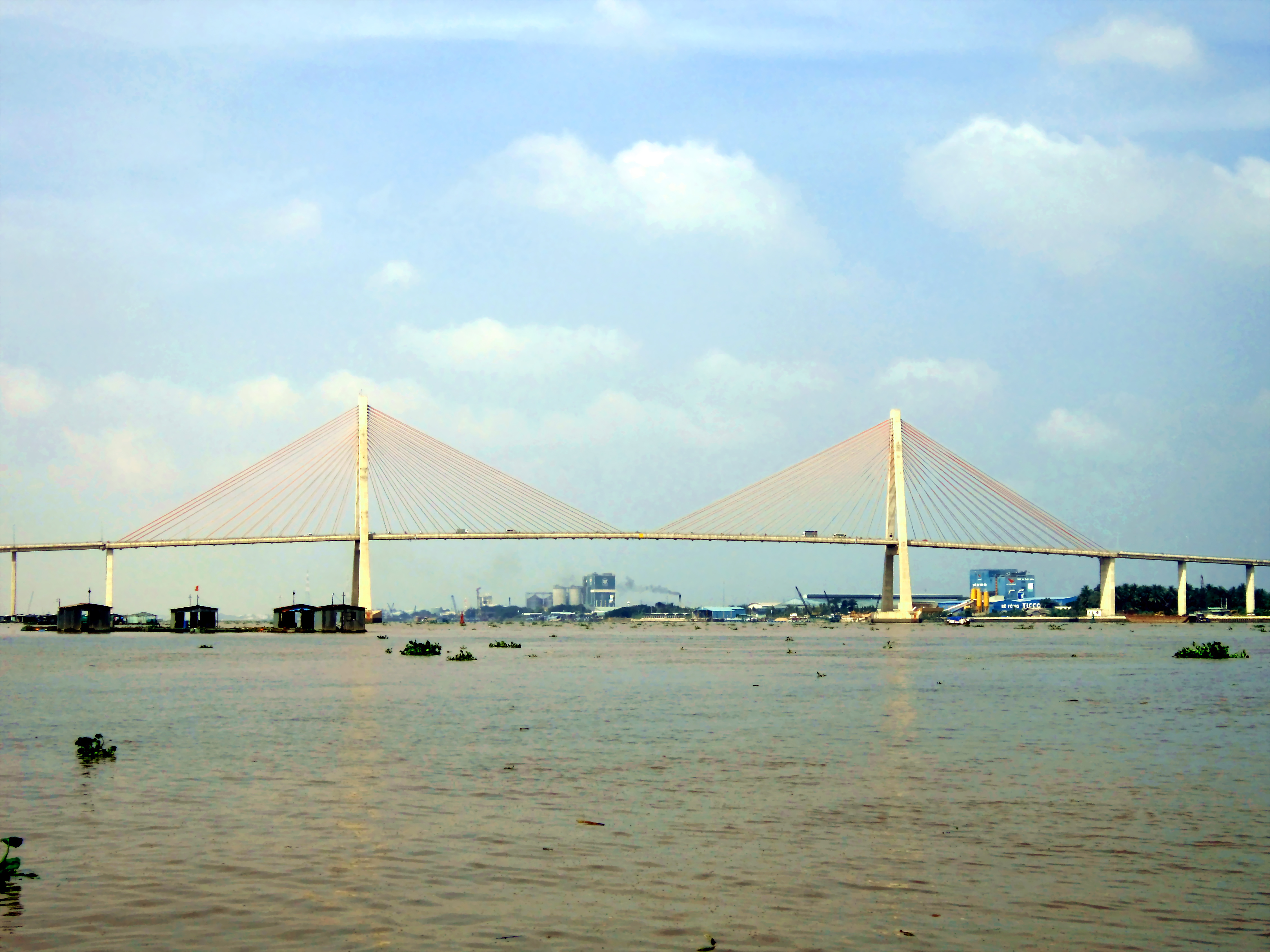
Cầu Rạch Miễu